# Rozella chytriomycetis
Rozella chytriomycetis är en svampart som beskrevs av Karling 1946. Rozella chytriomycetis ingår i släktet Rozella och riket svampar.   Inga underarter finns listade i Catalogue of Life.